# Edward M. Burgess

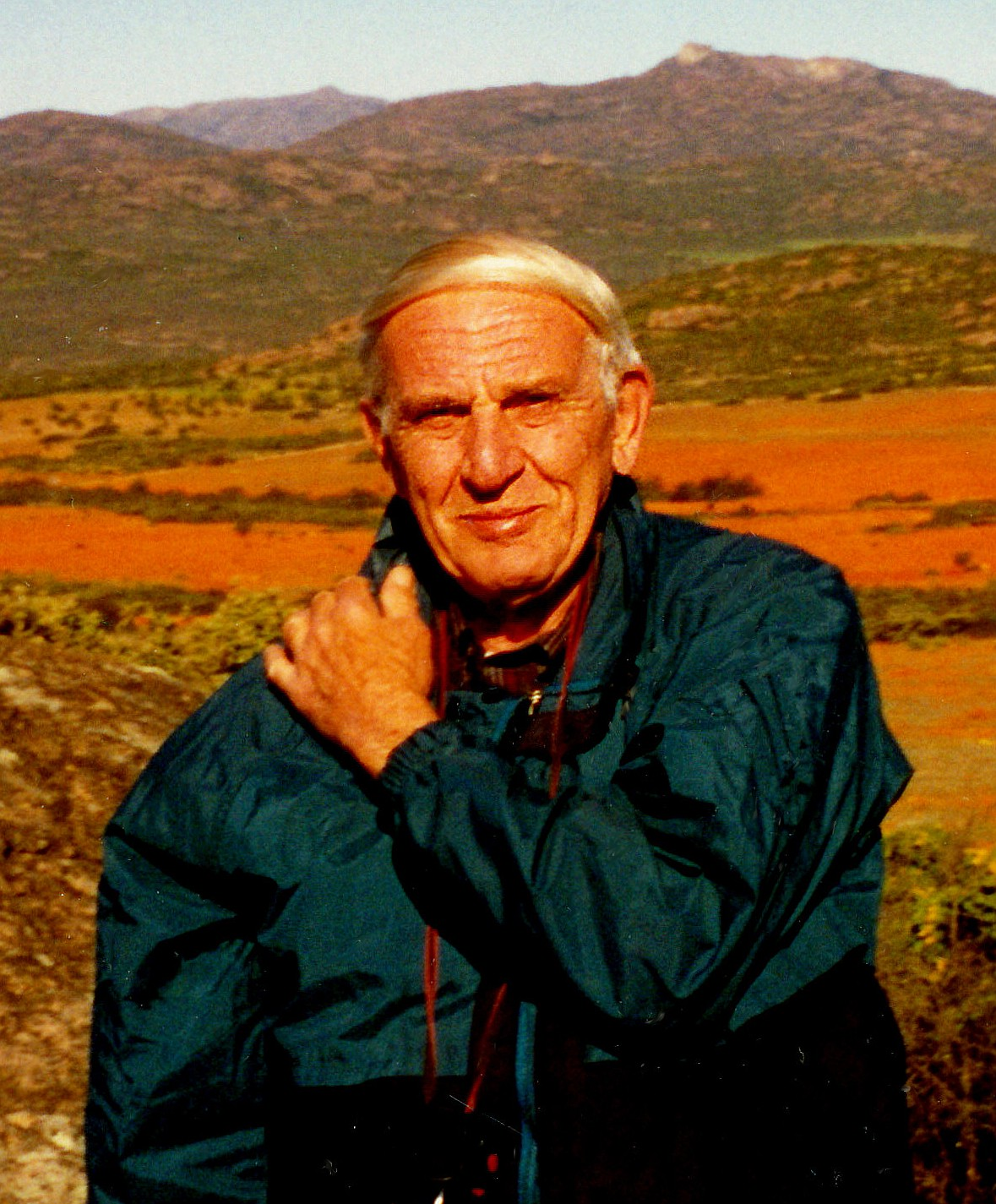
Edward Meredith Burgess (2001)

Edward Meredith Burgess (* 8. Juni 1934 in Birmingham (Alabama); † 24. Juni 2018 in St. Augustine (Florida)) war ein amerikanischer Chemiker.

## Leben
Edward Meredith Burgess besuchte die Shades Valley High School in Birmingham, wo er 1951 bei seinen Abschluss den naturwissenschaftlichen Schulpreis verliehen bekam. Während der Sommerferien seiner Jahre an der High School arbeitete er an der University of Alabama in Birmingham, wo er für das Ausführen routinierter Arbeiten im Institut für Biochemie zuständig war. Zu dieser Zeit begann auch seine Karriere in der chemischen Forschung. Unter der Leitung des renommierten Chemiker William Ward Pigman arbeitete er an seinem eigenen Forschungsprojekt “Anhydrous Reaction of Nitrogen Dioxide with some Selected Sugars.”
1952 wurde Burgess ein Stipendium des NROTC verliehen und er schrieb sich an der Auburn University in Chemie und Physik ein. Während seiner Studentenzeit führte er Forschungen im Labor des Chemikers Frank Stevens durch, wobei er sich mit der Synthese nützlicher Indolderivate beschäftigte, die den Pflanzenwachstum regulieren sollten. Zusätzlich arbeitete er im Labor des Physikers Howard Carr an der Konstruktion eines Massenspektrometers. 1956 schloss er erfolgreich seinen Bachelor of Science ab und diente anschließend bis 1959 als Marineoffizier der US Navy auf der USS Stormes (DD-780) – einem Schiff, welches sowohl der United States Atlantic Fleet als auch der Mittelmeerflotte angehörte.
Anschließend spezialisierte sich Burgess in der synthetischen organischen Chemie mit dem Schwerpunkt auf Methodologie und Photochemie und arbeitete im Arbeitskreis von George Büchi am Massachusetts Institute of Technology (MIT). 1962 wurde er am MIT in organischer Chemie promoviert.  Von 1962 bis 1964 war er Instructor an der Yale University. 1964 wurde er Assistant Professor, dann Associate Professor und 1974 Professor am Georgia Institute of Technology.
Zusätzlich war er von 1974 bis 1977 Leiter der organischen Abteilung bei American Chemical Society und begleitete 1976 Anthony Joseph Arduengo III als Doktorvater.
Er heiratete 1957 und hatte zwei Kinder.

## Forschung

Strukturformel des Burgess-Reagenzes

Burgess ist besonders bekannt geworden durch die Synthese des Burgess-Reagenzes Methyl-N-(triethylammoniumsulfonyl)carbamat. Er befasste sich mit organischer Photochemie sowie der Synthese von Heterocyclen mit kleinen Ringen und neuen funktionalen Gruppen.
Sein Interesse an der Photochemie und der synthetischen Methodologie kennzeichnen viele seiner Beiträge in der Chemie. Auch in seiner Doktorarbeit Photochemical isomerization of eucarvone and cyclooctatrienone; Studies toward the synthesis of samandarin wird dieses Interesse deutlich. Zusätzlich zu seinen Publikationen mit dem Professor George Büchi und seiner Doktorarbeit veröffentlichte Burgess unabhängig eine Arbeit über die Epoxidierung von Cholestdienon.